# Rinka Ōno
Rinka Ōno (大野 林火); 25 mars 1904 à Yokohama - 21 août 1982, nom véritable Ōno Masashi (大野 正), est un poète japonais de haiku de l'ère Shōwa.

## Biographie
Rinka Ōno naît à Yokohama dans la préfecture de Kanagawa. Après des études à la faculté d'économie de l'Université impériale de Tokyo, il se consacre à la poésie haïku, en plus d'un poste de professeur. À partir de 1926 paraît sous sa direction la revue de haïku Hama (浜, « Côte »). Il est élève d'Usuda Arō et publie successivement de nombreux ouvrages. Il se fait connaître comme poète de haïku pour la première fois avec le recueil Kaimon (海門, « Détroit »).
En 1953 il est président de l'« association des poètes haiku » (俳人協会, Haijin-kyōkai).
En 1973 il est lauréat du prix Kanagawa de la culture pour la littérature.
Rinka Ōno meurt en 1982 à l'âge de 78 ans.

## Œuvres

### Recueils de haiku
- Kaimon. Kōransha, Tokyo 1939.
- Samomo. Meguro Shoten, Tokyo 1946.
- Fuyukari. Shichiyōsha, Tokyo 1948.
- Aomizuwa. Hama Hakkōjo, Yokohama 1953.
- Shirahata Minamichō. Kondō Shoten, Tokyo 1958.
- Sekka. Bokuyōsha, Tokyo 1965.
- Sensenshū. Kadokawa Shoten. Tokyo 1968.
- Hikashū. Tōkyō Bijutsu, 1974.
- Hōenshū. Kadokawa Shoten. Tokyo 1979.
- Getsuhakushū. Hama Hakkōjo, Tokyo 1983.
- Tōseishū. Chūsekisha, Tokyo 1987.

### Autres
- Takahama Kyoshi. Shichiyōsha, Tokyo 1949.

## Source de la traduction
- (de) Cet article est partiellement ou en totalité issu de l’article de Wikipédia en allemand intitulé « Ōno Rinka » (voir la liste des auteurs).
- Notices d'autorité :   - VIAF
  - ISNI
  - IdRef
  - LCCN
  - Japon
  - CiNii
  - Australie
  - Tchéquie
  - WorldCat